# Coppa del Mondo di combinata nordica 2021
La Coppa del Mondo di combinata nordica 2021 è stata la trentottesima edizione della manifestazione organizzata dalla Federazione Internazionale Sci, la prima a prevedere un circuito di gare femminili. Durante la stagione si sono tenuti a Oberstdorf i Campionati mondiali di sci nordico 2021, non validi ai fini della Coppa del Mondo il cui calendario ha contemplato dunque un'interruzione tra febbraio e marzo.
La stagione maschile è iniziata il 27 novembre 2020 a Kuusamo, in Finlandia, e si è conclusa il 21 marzo 2021 a Klingenthal, in Germania. Sono state disputate 17 delle 25 gare in programma, 15 individuali (tutte Gundersen) e 2 a squadre (entrambe sprint a coppie), in 6 differenti località: 8 su trampolino normale, 9 su trampolino lungo. Il norvegese Jarl Magnus Riiber, detentore uscente della coppa di cristallo, si è nuovamente aggiudicato la Coppa del Mondo generale; non sono state stilate classifiche di specialità.
La stagione femminile è stata interrotta anticipatamente a causa alla pandemia di COVID-19; è stata disputata una sola della 5 gare in programma, il 18 dicembre 2020 a Ramsau am Dachstein in Austria (Gundersen su trampolino normale). La statunitense Tara Geraghty-Moats si è aggiudicata la Coppa del Mondo generale; non sono state stilate classifiche di specialità.

## Uomini

### Risultati
| Data                   | Località            | Nazione   | Trampolino                  | Spec.            | Primo                                        | Secondo                                      | Terzo                                  |
| ---------------------- | ------------------- | --------- | --------------------------- | ---------------- | -------------------------------------------- | -------------------------------------------- | -------------------------------------- |
| Ruka Triple            |                     |           |                             |                  |                                              |                                              |                                        |
| 27 novembre 2020       | Kuusamo             | Finlandia | Rukatunturi HS142           | IN LH/5 km       | Jarl Magnus Riiber                           | Johannes Lamparter                           | Jens Lurås Oftebro                     |
| 28 novembre 2020       | Kuusamo             | Finlandia | Rukatunturi HS142           | IN LH/10 km      | Jarl Magnus Riiber                           | Eric Frenzel                                 | Akito Watabe                           |
| 29 novembre 2020       | Kuusamo             | Finlandia | Rukatunturi HS142           | IN LH/10 km      | Jens Lurås Oftebro                           | Fabian Rießle                                | Manuel Faißt                           |
| 19 dicembre 2020       | Ramsau am Dachstein | Austria   | W90-Mattensprunganlage HS98 | IN NH/10 km      | Vinzenz Geiger                               | Jarl Magnus Riiber                           | Lukas Greiderer                        |
| 20 dicembre 2020       | Ramsau am Dachstein | Austria   | W90-Mattensprunganlage HS98 | IN NH/10 km      | Vinzenz Geiger                               | Jarl Magnus Riiber                           | Fabian Rießle                          |
| 2 gennaio 2021         | Otepää              | Estonia   | Tehvandi HS97               | IN NH/10 km      | annullata                                    | annullata                                    | annullata                              |
| 3 gennaio 2021         | Otepää              | Estonia   | Tehvandi HS97               | IN NH/10 km      | annullata                                    | annullata                                    | annullata                              |
| 15 gennaio 2021        | Val di Fiemme       | Italia    | Giuseppe Dal Ben HS104      | IN NH/10 km      | Jarl Magnus Riiber                           | Ilkka Herola                                 | Vinzenz Geiger                         |
| 16 gennaio 2021        | Val di Fiemme       | Italia    | Giuseppe Dal Ben HS104      | T SP NH/2x7,5 km | Germania I Eric Frenzel Fabian Rießle        | Austria I Johannes Lamparter Lukas Greiderer | Finlandia I Ilkka Herola Eero Hirvonen |
| 17 gennaio 2021        | Val di Fiemme       | Italia    | Giuseppe Dal Ben HS104      | IN NH/10 km      | Jarl Magnus Riiber                           | Eric Frenzel                                 | Vinzenz Geiger                         |
| 23 gennaio 2021        | Lahti               | Finlandia | Salpausselkä HS130          | T SP LH/2x7,5 km | Norvegia I Jørgen Graabak Jarl Magnus Riiber | Germania I Fabian Rießle Vinzenz Geiger      | Giappone I Ryōta Yamamoto Akito Watabe |
| 24 gennaio 2021        | Lahti               | Finlandia | Salpausselkä HS130          | IN LH/10 km      | Akito Watabe                                 | Jarl Magnus Riiber                           | Ryōta Yamamoto                         |
| Nordic Combined Triple |                     |           |                             |                  |                                              |                                              |                                        |
| 29 gennaio 2021        | Seefeld in Tirol    | Austria   | Toni Seelos HS109           | IN NH/5 km       | Jarl Magnus Riiber                           | Akito Watabe                                 | Vinzenz Geiger                         |
| 30 gennaio 2021        | Seefeld in Tirol    | Austria   | Toni Seelos HS109           | IN NH/10 km      | Jarl Magnus Riiber                           | Akito Watabe                                 | Ilkka Herola                           |
| 31 gennaio 2021        | Seefeld in Tirol    | Austria   | Toni Seelos HS109           | IN NH/15 km      | Jarl Magnus Riiber                           | Ilkka Herola                                 | Akito Watabe                           |
| 6 febbraio 2021        | Klingenthal         | Germania  | Vogtland Arena H140         | IN LH/10 km      | Vinzenz Geiger                               | Fabian Rießle                                | Eric Frenzel                           |
| 7 febbraio 2021        | Klingenthal         | Germania  | Vogtland Arena H140         | IN LH/10 km      | Vinzenz Geiger                               | Akito Watabe                                 | Lukas Greiderer                        |
| 13 febbraio 2021       | Pechino Zhangjiakou | Cina      | Snow Ruyi HS140             | IN LH/10 km      | annullata                                    | annullata                                    | annullata                              |
| 14 febbraio 2021       | Pechino Zhangjiakou | Cina      | Snow Ruyi HS140             | T LH/4x5 km      | annullata                                    | annullata                                    | annullata                              |
| 13 febbraio 2021       | Lillehammer         | Norvegia  | Lysgårdsbakken HS98         | IN NH/10 km      | annullata                                    | annullata                                    | annullata                              |
| 14 febbraio 2021       | Lillehammer         | Norvegia  | Lysgårdsbakken HS140        | IN LH/10 km      | annullata                                    | annullata                                    | annullata                              |
| 13 marzo 2021          | Oslo Holmenkollen   | Norvegia  | Holmenkollen HS134          | IN LH/10 km      | annullata                                    | annullata                                    | annullata                              |
| 14 marzo 2021          | Oslo Holmenkollen   | Norvegia  | Holmenkollen HS134          | IN LH/10 km      | annullata                                    | annullata                                    | annullata                              |
| 20 marzo 2021          | Klingenthal         | Germania  | Vogtland Arena H140         | IN LH/10 km      | Jarl Magnus Riiber                           | Akito Watabe                                 | Johannes Lamparter                     |
| 21 marzo 2021          | Klingenthal         | Germania  | Vogtland Arena H140         | IN LH/10 km      | Jarl Magnus Riiber                           | Espen Bjørnstad                              | Fabian Rießle                          |

Legenda:

IN = individuale Gundersen

SP = sprint

T = gara a squadre

NH = trampolino normale

LH = trampolino lungo

### Classifiche

#### Generale
| Pos. | Nome               | Nazione   | Punti |
| ---- | ------------------ | --------- | ----- |
| 1    | Jarl Magnus Riiber | Norvegia  | 1140  |
| 2    | Vinzenz Geiger     | Germania  | 810   |
| 3    | Akito Watabe       | Giappone  | 757   |
| 4    | Fabian Rießle      | Germania  | 687   |
| 5    | Eric Frenzel       | Germania  | 608   |
| 6    | Johannes Lamparter | Austria   | 602   |
| 7    | Ilkka Herola       | Finlandia | 594   |
| 8    | Jens Lurås Oftebro | Norvegia  | 491   |
| 9    | Lukas Greiderer    | Austria   | 425   |
| 10   | Manuel Faißt       | Germania  | 425   |

#### Nazioni
| Pos. | Nazione     | Punti |
| ---- | ----------- | ----- |
| 1    | Germania    | 3597  |
| 2    | Norvegia    | 3127  |
| 3    | Austria     | 2166  |
| 4    | Giappone    | 1552  |
| 5    | Finlandia   | 1043  |
| 6    | Italia      | 412   |
| 7    | Francia     | 312   |
| 8    | Estonia     | 187   |
| 9    | Rep. Ceca   | 96    |
| 10   | Stati Uniti | 81    |

## Donne

### Risultati
| Data             | Località            | Nazione  | Trampolino                  | Spec.      | Prima               | Seconda              | Terza         |
| ---------------- | ------------------- | -------- | --------------------------- | ---------- | ------------------- | -------------------- | ------------- |
| 18 dicembre 2020 | Ramsau am Dachstein | Austria  | W90-Mattensprunganlage HS98 | IN NH/5 km | Tara Geraghty-Moats | Gyda Westvold Hansen | Anju Nakamura |
| 2 gennaio 2021   | Otepää              | Estonia  | Tehvandi HS97               | IN NH/5 km | annullata           | annullata            | annullata     |
| 3 gennaio 2021   | Otepää              | Estonia  | Tehvandi HS97               | IN NH/5 km | annullata           | annullata            | annullata     |
| 12 febbraio 2021 | Lillehammer         | Norvegia | Lysgårdsbakken HS98         | IN NH/5 km | annullata           | annullata            | annullata     |
| 13 febbraio 2021 | Lillehammer         | Norvegia | Lysgårdsbakken HS98         | IN NH/5 km | annullata           | annullata            | annullata     |

Legenda:

IN = individuale Gundersen

NH = trampolino normale

### Classifiche

#### Generale
| Pos. | Nome                 | Nazione     | Punti |
| ---- | -------------------- | ----------- | ----- |
| 1    | Tara Geraghty-Moats  | Stati Uniti | 100   |
| 2    | Gyda Westvold Hansen | Norvegia    | 80    |
| 3    | Anju Nakamura        | Giappone    | 60    |
| 4    | Marte Leinan Lund    | Norvegia    | 50    |
| 5    | Sigrun Kleinrath     | Austria     | 45    |
| 6    | Lisa Hirner          | Austria     | 40    |
| 7    | Mari Leinan Lund     | Norvegia    | 36    |
| 8    | Veronica Gianmoena   | Italia      | 32    |
| 9    | Annika Sieff         | Italia      | 29    |
| 10   | Anastasija Gončarova | Russia      | 26    |

#### Nazioni
| Pos. | Nazione     | Punti |
| ---- | ----------- | ----- |
| 1    | Norvegia    | 166   |
| 2    | Stati Uniti | 105   |
| 3    | Austria     | 97    |
| 4    | Giappone    | 92    |
| 5    | Italia      | 83    |
| 6    | Russia      | 48    |
| 7    | Germania    | 41    |
| 8    | Slovenia    | 19    |
| 9    | Francia     | 9     |
| 10   |             |       |